# 比魯古國家公園
1°46′S 12°16′E / 1.767°S 12.267°E
比魯古國家公園是加蓬的國家公園，位於該國中部，處於夏于山脈地區，面積690平方公里，始建於2002年，在2005年10月20日列入世界遺產預備名單。